# Festuca contracta
Festuca contracta là một loài thực vật có hoa trong họ Hòa thảo. Loài này được Kirk mô tả khoa học đầu tiên năm 1895.